# Giacomo Francesco Cipper
Giacomo Francesco Cipper noto come il Todeschini (Feldkirch, 15 luglio 1664 – Milano, 17 ottobre 1736) è stato un pittore austriaco, attivo in Italia nella prima metà del XVIII secolo.

## Biografia

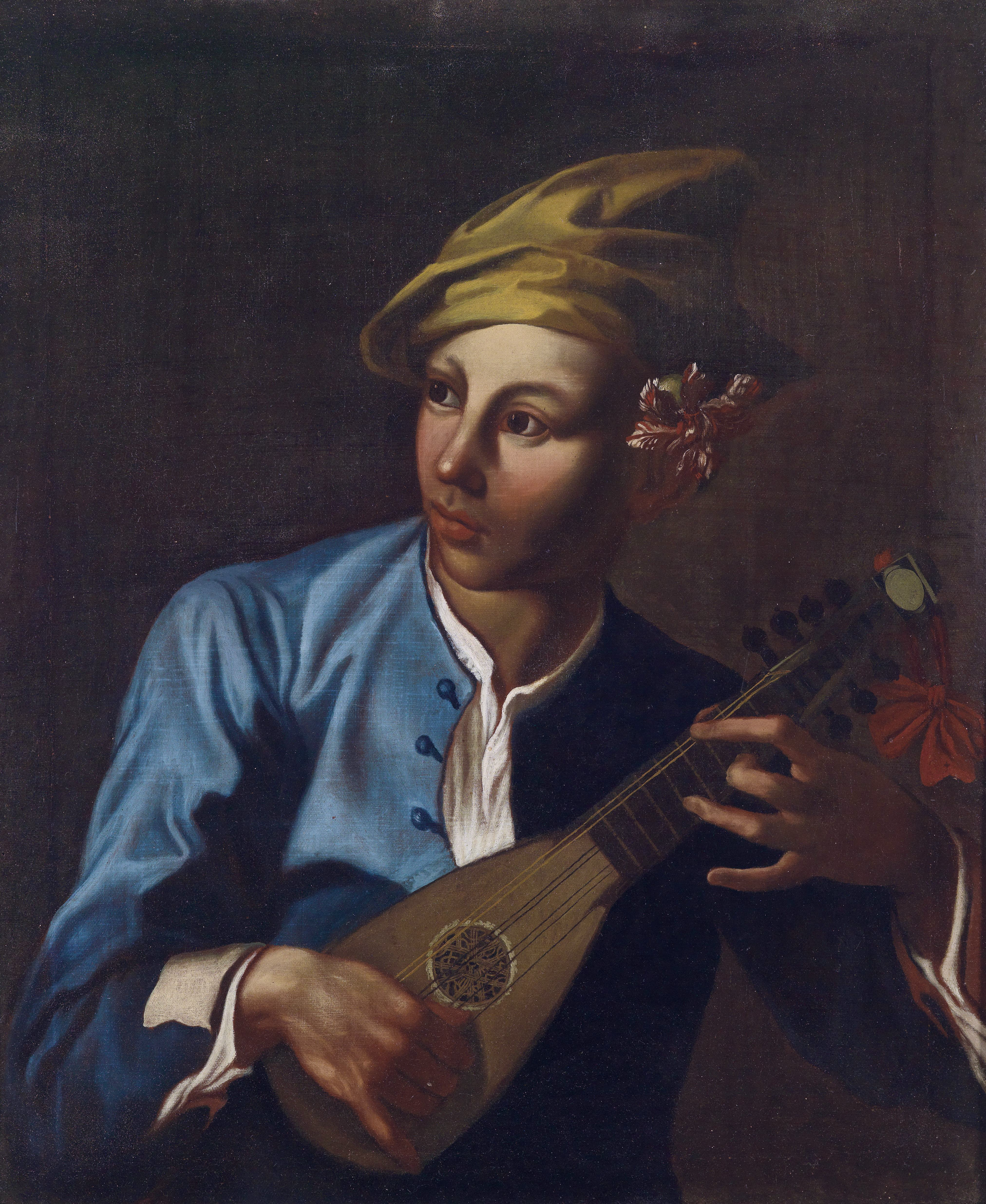
Suonatore di mandolino, (attribuzione)

Nato a Feldkich in Austria, fu attivo in Italia settentrionale nella prima metà del Settecento, soprattutto a Milano, nel bresciano e nel bergamasco.
Alcune delle sue numerose opere, firmate Cipper, Zipper o Cipri affiancato dall'appellativo tedesco, sono datate tra il 1705 (Scena zingaresca della Collezione Geri a Milano) e il 1736 (Pittore nel suo studio, Hampton Court). Pittore di genere, aderì alla cultura nordica e guardò con interesse alle opere di Pietro Bellotto. La feconda attività del Todeschini si inserisce, con un tono di facile divertimento, della variegata corrente della pittura a soggetto popolare che ebbe particolare fortuna in Lombardia e nell'Europa centrale raggiungendo l'espressione più schietta e più forte nel Pitocchetto.
Quattro suoi quadri firmati si trovavano a Capodimonte e furono scelti da Jacob Philipp Hackert nel 1791 per arredare il Real Casino di Carditello. Con la dismissione del sito, i dipinti sono stati trasferiti alla Reggia di Caserta.
Una mostra monografica ha luogo (2025) a Trento nel Castello del Buonconsiglio a cura di Maria Silvia Proni e Denis Ton dal 12 aprile 2025 al 14 settembre 2025.

## Opere
- Ritratto di anziana, olio su tela, Museo Fortunato Calleri di Catania
- La ferita sulla fronte del figlio di contadini, Reggia di Caserta
- Venditrice con occhiali di polli e selvaggina, Reggia di Caserta
- Pescatore con anguilla e due donne, Reggia di Caserta
- Il banco del pescivendolo e l'ortolano, Reggia di Caserta
- Il bevitore, Museo di Picardie di Amiens;
- Fanciulla che fila, Museo del Prado;